# Triple Crown Championship
Para el título japonés unificado, véase Triple Crown Heavyweight Championship
En la lucha libre profesional, un Campeón Triple Corona es un término para describir a un luchador que ha ganado tres de los más prestigiados títulos de su promoción - típicamente un título de peso pesado, un título de parejas, y un título de segunda división (Intercontinental, División X, Televisivo, Latinoamericano, etc.). Un "Múltiples Tres Coronas" también existe, teniendo ganados tres títulos específicos cierto número de veces.

## World Wrestling Entertainment

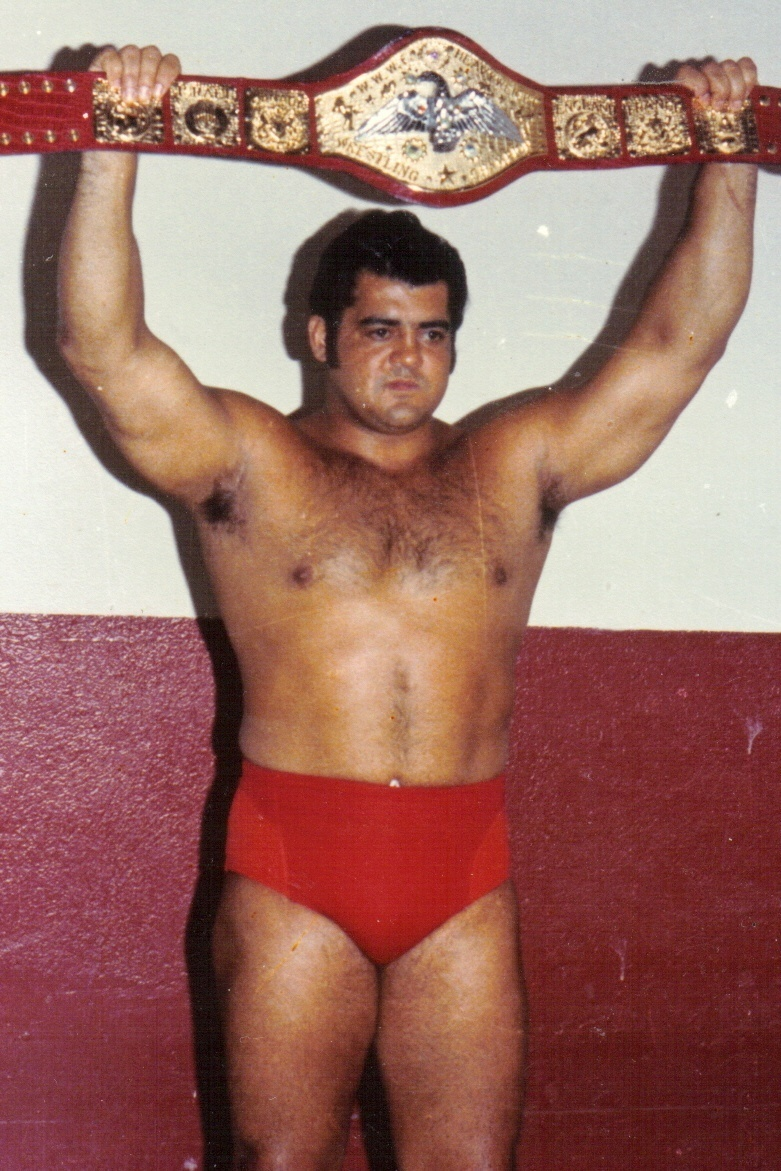
Pedro Morales – El primer Campeón de Tres Coronas en la WWE.

En la WWE, para lograr ser Campeón de Tres Coronas, un luchador debe conseguir el WWE Championship o el Campeonato Mundial Pesado, el Campeonato Intercontinental y el  Campeonato Mundial en Parejas. En 1997, un cuarto título, el Campeonato Europeo fue incluido. Este campeonato no contaba para los propósitos de designación de Campeones de Tres Coronas, pero si un luchador ganaba todos los títulos principales y el Campeonato Europeo, sería reconocido como un Campeón de Grand Slam. En 2001 también se reconoció el Campeonato Hardcore y en 2012 el de los Estados Unidos como sustitutos del Europeo para ser Campeón de Grand Slam.
Después de la expansión de la WWE en el 2002, se nombró a Shawn Michaels como el primer Gran Campeón al haber ganado el Campeonato de la WWE, el Campeonato Mundial Peso Pesado, el Intercontinental y el Mundial en Parejas, por lo que se aceptó el Campeonato Mundial Peso Pesado como un sustituto válido para el de la WWE como mundial. Luego, en 2002, Kurt Angle fue nombrado Gran Campeón al ganar el Campeonato en Parejas de la WWE, siendo reconocido como un sustituto válido al Mundial en Parejas.

### Lista de Campeones de Triple Corona de WWE
La siguiente es una lista de los Campeones de Tres Coronas de la WWE, en la forma más general. Solo es indicado cuando el luchador ganó por primera vez ese título. Las fechas en negritas indican el título que fue ganado para completar la Triple Corona. Los campeonatos en cursiva indica que son títulos alternativos, y no son parte de la definición original. Las fechas en cursiva indican que ese luchador ganó el título pero no contribuyó a su Triple Corona, porque ellos ya habían ganado un título a ese nivel. Los nombres en negritas también son Campeones de Grand Slam.
| Luchador                 | Campeonatos Mundiales    | Campeonatos Mundiales                      | Campeonatos Mundiales  | Campeonatos Mundiales                          | Campeonatos en Parejas                       | Campeonatos en Parejas                                 | Campeonatos en Parejas                                 | Campeonato Secundario         |
| Luchador                 | WWE Championship         | World Heavyweight Championship (2002-2013) | Universal Championship | World Heavyweight Championship (2023-presente) | World Tag Team Championship                  | WWE/Raw/World Tag Team Championship                    | SmackDown/WWE Tag Team Championship                    | Intercontinental Championship |
| ------------------------ | ------------------------ | ------------------------------------------ | ---------------------- | ---------------------------------------------- | -------------------------------------------- | ------------------------------------------------------ | ------------------------------------------------------ | ----------------------------- |
| Pedro Morales            | 8 de febrero de 1971     |                                            |                        |                                                |                                              | 9 de agosto de 1980 (con Bob Backlund)                 |                                                        | 8 de diciembre de 1980        |
| Bret Hart                | 12 de octubre de 1992    |                                            |                        |                                                |                                              | 26 de enero de 1987 (con Jim Neidhart)                 |                                                        | 26 de agosto de 1991          |
| Diesel                   | 26 de noviembre de 1994  |                                            |                        |                                                | 28 de agosto de 1994 (con Shawn Michaels)    |                                                        |                                                        | 13 de abril de 1994           |
| Shawn Michaels           | 31 de marzo de 1996      | 17 de noviembre de 2002                    |                        |                                                | 28 de agosto de 1994 (con Diesel)            | 13 de diciembre de 2009 (con Triple H)                 |                                                        | 27 de octubre de 1992         |
| Steve Austin             | 29 de marzo de 1998      |                                            |                        |                                                | 26 de mayo de 1997 (con Shawn Michaels)      |                                                        |                                                        | 3 de agosto de 1997           |
| The Rock                 | 15 de noviembre de 1998  |                                            |                        |                                                | 30 de agosto de 1999 (con Mankind)           |                                                        |                                                        | 13 de febrero de 1997         |
| Triple H                 | 23 de agosto de 1999     | 2 de septiembre de 2002                    |                        |                                                | 29 de abril de 2001 (con Steve Austin)       | 13 de diciembre de 2009 (con Shawn Michaels)           |                                                        | 21 de octubre de 1996         |
| Kane                     | 28 de junio de 1998      | 18 de julio de 2010                        |                        |                                                | 13 de julio de 1998 (con Mankind)            | 19 de marzo de 2011 (con The Big Show)                 |                                                        | 20 de mayo de 2001            |
| Chris Jericho            | 9 de diciembre de 2001   | 7 de septiembre de 2008                    |                        |                                                | 21 de mayo de 2001 (con Chris Benoit)        | 28 de junio de 2009 (con Edge)                         |                                                        | 12 de diciembre de 1999       |
| Kurt Angle               | 22 de octubre de 2000    | 10 de enero, 2006                          |                        |                                                |                                              | 20 de octubre, 2002 (con Chris Benoit)                 |                                                        | 27 de febrero de 2000         |
| Eddie Guerrero           | 15 de febrero, 2004      |                                            |                        |                                                |                                              | 17 de noviembre de 2002 (con Chavo Guerrero)           |                                                        | 5 de septiembre de 2000       |
| Chris Benoit             |                          | 14 de marzo, 2004                          |                        |                                                | 21 de mayo de 2001 (con Chris Jericho)       | 20 de octubre, 2002 (con Kurt Angle)                   |                                                        | 2 de abril de 2000            |
| Ric Flair                | 19 de enero de 1992      |                                            |                        |                                                | 14 de diciembre de 2003 (con Batista)        |                                                        |                                                        | 19 de septiembre, 2005        |
| Edge                     | 8 de enero, 2006         | 8 de mayo, 2007                            |                        |                                                | 2 de abril de 2000 (con Christian)           | 5 de noviembre, 2002 (con Rey Mysterio)                |                                                        | 24 de julio de 1999           |
| Rob Van Dam              | 11 de junio, 2006        |                                            |                        |                                                | 31 de marzo de 2003 (con Kane)               | 7 de diciembre, 2004 (con Rey Mysterio)                |                                                        | 17 de marzo de 2002           |
| Booker T                 |                          | 23 de julio, 2006                          |                        |                                                | 1 de noviembre de 2001 (con Test)            |                                                        |                                                        | 7 de julio de 2003            |
| Randy Orton              | 7 de octubre de 2007     | 15 de agosto de 2004                       |                        |                                                | 13 de noviembre de 2006 (con Edge)           | 21 de agosto de 2021 (con Riddle)                      | 4 de diciembre de 2016 (con Bray Wyatt y Luke Harper)  | 14 de diciembre de 2003       |
| Jeff Hardy               | 14 de diciembre de 2008  | 7 de junio de 2009                         |                        |                                                | 29 de junio de 1999 (con Matt Hardy)         | 2 de abril de 2017 (con Matt Hardy)                    | 9 de abril de 2019 (con Matt Hardy)                    | 10 de abril de 2001           |
| CM Punk                  | 17 de julio de 2011      | 30 de junio de 2008                        |                        |                                                | 27 de octubre de 2008 (con Kofi Kingston)    |                                                        |                                                        | 19 de enero, 2009             |
| John "Bradshaw" Layfield | 27 de junio de 2004      |                                            |                        |                                                | 25 de mayo de 1999 (con Faarooq)             |                                                        |                                                        | 9 de marzo de 2009            |
| Rey Mysterio             | 25 de julio de 2011      | 2 de abril de 2006                         |                        |                                                |                                              | 5 de noviembre de 2002 (con Edge)                      | 16 de mayo de 2021 (con Dominik)                       | 5 de abril de 2009            |
| Dolph Ziggler            |                          | 15 de febrero de 2011                      |                        |                                                | 3 de abril de 2006 (con Spirit Squad)        | 3 de septiembre de 2018 (con Drew McIntyre)            | 8 de enero de 2021 (con Robert Roode)                  | 28 de julio de 2010           |
| Christian                |                          | 1 de mayo de 2011                          |                        |                                                | 2 de abril de 2000 (con Edge)                |                                                        |                                                        | 23 de septiembre de 2001      |
| Big Show                 | 14 de noviembre de 1999  | 18 de diciembre de 2011                    |                        |                                                | 22 de agosto de 1999 (con Undertaker)        | 26 de julio de 2009 (con Chris Jericho)                |                                                        | 1 de abril de 2012            |
| The Miz                  | 22 de noviembre de 2010  |                                            |                        |                                                | 13 de diciembre de 2008 (con John Morrison)  | 13 de noviembre de 2007 (con John Morrison)            | 27 de enero de 2019 (con Shane McMahon)                | 23 de julio de 2012           |
| Daniel Bryan             | 18 de agosto de 2013     | 18 de diciembre de 2011                    |                        |                                                |                                              | 16 de septiembre de 2012 (con Kane)                    | 7 de mayo de 2019 (con Rowan)                          | 29 de marzo de 2015           |
| Dean Ambrose             | 19 de junio de 2016      |                                            |                        |                                                |                                              | 20 de agosto de 2017 (con Seth Rollins)                |                                                        | 13 de diciembre de 2015       |
| Roman Reigns             | 22 de noviembre de 2015  |                                            | 19 de agosto de 2018   |                                                |                                              | 19 de mayo de 2013 (con Seth Rollins)                  |                                                        | 20 de noviembre de 2017       |
| Seth Rollins             | 29 de marzo de 2015      |                                            | 7 de abril de 2019     | 27 de mayo de 2023                             |                                              | 19 de mayo de 2013 (con Roman Reigns)                  |                                                        | 8 de abril de 2018            |
| Kofi Kingston            | 7 de abril de 2019       |                                            |                        |                                                | 27 de octubre de 2008 (con CM Punk)          | 22 de agosto de 2011 (con Evan Bourne)                 | 23 de julio de 2017 (con Big E y Xavier Woods)         | 29 de junio de 2008           |
| Braun Strowman           |                          |                                            | 25 de marzo de 2020    |                                                |                                              | 8 de abril de 2018 (con Nicholas)                      |                                                        | 31 de enero de 2020           |
| Drew McIntyre            | 26 de marzo de 2020      |                                            |                        | 7 de abril de 2024                             |                                              | 19 de septiembre de 2010 (con Cody Rhodes)             |                                                        | 13 de diciembre de 2009       |
| AJ Styles                | 11 de septiembre de 2016 |                                            |                        |                                                |                                              | 10 de abril de 2021 (con Omos)                         |                                                        | 12 de junio de 2020           |
| Big E                    | 13 de septiembre de 2021 |                                            |                        |                                                |                                              | 26 de abril de 2015 (con Kofi Kingston y Xavier Woods) | 23 de julio de 2017 (con Kofi Kingston y Xavier Woods) | 18 de noviembre de 2013       |
| Kevin Owens              |                          |                                            | 29 de agosto de 2016   |                                                |                                              | 1 de abril de 2023 (con Sami Zayn)                     | 1 de abril de 2023 (con Sami Zayn)                     | 20 de septiembre de 2015      |
| Finn Bálor               |                          |                                            | 21 de agosto de 2016   |                                                |                                              | 2 de septiembre de 2023 (con Damian Priest)            | 2 de septiembre de 2023 (con Damian Priest)            | 17 de febrero de 2019         |
| Cody Rhodes              | 7 de abril de 2024       |                                            | 7 de abril de 2024     |                                                | 10 de diciembre de 2007 (con Hardcore Holly) | 19 de septiembre de 2010 (con Drew McIntyre)           | 7 de octubre de 2023 (con Jey Uso)                     | 9 de agosto de 2011           |
| Jey Uso                  |                          |                                            |                        | 19 de abril de 2025                            |                                              | 3 de marzo de 2014 (con Jimmy Uso)                     | 21 de marzo de 2017 (con Jimmy Uso)                    | 23 de septiembre de 2024      |

    --ganó la Triple Corona en su definición original
    --ganó la Triple Corona con un título alternativo
En Blanco indica que se ganó la Triple Corona antes de la extensión de marcas de la WWE o después del formato Supershow
    --ganó siendo miembro de la marca de RAW.
    --ganó siendo parte de la marca de SmackDown!.
    --ganó siendo parte de la marca ECW (de la WWE).

### Campeones Potenciales
Los siguientes son la lista de luchadores empleados por la WWE que son Campeones de Tres Coronas potenciales, o sea, que les falta un campeonato para obtener la Triple Corona:
| Nombre            | Campeonatos Mundiales | Campeonatos Mundiales                      | Campeonatos Mundiales                          | Campeonatos Mundiales  | Campeonatos en Parejas                  | Campeonatos en Parejas              | Campeonatos en Parejas              | Campeonato Secundario         |
| Nombre            | WWE Championship      | World Heavyweight Championship (2002-2013) | World Heavyweight Championship (2023-presente) | Universal Championship | World Tag Team Championship (1971-2010) | WWE/Raw/World Tag Team Championship | SmackDown/WWE Tag Team Championship | Intercontinental Championship |
| ----------------- | --------------------- | ------------------------------------------ | ---------------------------------------------- | ---------------------- | --------------------------------------- | ----------------------------------- | ----------------------------------- | ----------------------------- |
| John Cena         | Sí                    | Sí                                         | No                                             | Sí                     | Sí                                      | Sí                                  | No                                  | No                            |
| Damian Priest     | No                    | ——                                         | Sí                                             | No                     | ——                                      | Sí                                  | Sí                                  | No                            |
| Gunther           | No                    | ——                                         | Sí                                             | No                     | ——                                      | No                                  | No                                  | Sí                            |
| Dominik Mysterio  | No                    | ——                                         | No                                             | No                     | ——                                      | No                                  | Sí                                  | Sí                            |
| Sami Zayn         | No                    | ——                                         | No                                             | No                     | ——                                      | Sí                                  | Sí                                  | Sí                            |
| Sheamus           | Sí                    | Sí                                         | No                                             | No                     | ——                                      | Sí                                  | Sí                                  | No                            |
| Shinsuke Nakamura | No                    | ——                                         | No                                             | No                     | ——                                      | No                                  | Sí                                  | Sí                            |
| Carlito           | No                    | No                                         | No                                             | No                     | Sí                                      | Sí                                  | No                                  | Sí                            |

### Lista de Campeones de la Triple Corona Masculino en Parejas de WWE
La siguiente es una lista de los ganadores de la Triple Corona en Parejas WWE, que indica que han ganado los tres campeonatos masculinos en parejas (Raw, SmackDown y NXT) actualmente disponibles en la WWE. Las fechas indican el primer reinado del luchador con el campeonato respectivo.
| Texto             | Texto                                              | Texto |
| ----------------- | -------------------------------------------------- | ----- |
| Fechas en negrita | La fecha en que el equipo logró la Triple Corona   |       |
| Colores           |                                                    |       |
|                   | Ganó el título como miembros de la marca Raw       |       |
|                   | Ganó el título como miembros de la marca SmackDown |       |
|                   | Ganó el título como miembros de la marca NXT       |       |

| Nombre                                            | Campeonato en parejas                      | Campeonato en parejas                      | Campeonato en parejas                 |
| Nombre                                            | Raw/World Tag Team Championship            | SmackDown/WWE Tag Team Championship        | NXT Tag Team Championship             |
| ------------------------------------------------- | ------------------------------------------ | ------------------------------------------ | ------------------------------------- |
| The Revival (Scott Dawson & Dash Wilder)          | 11 de febrero de 2019                      | 15 de septiembre de 2019                   | 22 de octubre de 2015                 |
| The Street Profits (Angelo Dawkins & Montez Ford) | 2 de marzo de 2020                         | 12 de octubre de 2020                      | 1 de junio de 2019                    |
| The New Day (Kofi Kingston & Xavier Woods)        | 26 de abril de 2015                        | 23 de julio de 2017                        | 10 de diciembre de 2022               |
| Chad Gable                                        | Con Bobby Roode - 10 de diciembre de 2018  | Con Jason Jordan - 27 de diciembre de 2016 | Con Jason Jordan - 1 de abril de 2016 |
| Jason Jordan                                      | Con Seth Rollins - 25 de diciembre de 2017 | Con Chad Gable - 27 de diciembre de 2016   | Con Chad Gable - 1 de abril de 2016   |

### Campeones en parejas Potenciales
Los siguientes son la lista de luchadores empleados por la WWE que son Campeones en parejas de Tres Coronas potenciales, o sea, que les falta un campeonato para obtener la Triple Corona:
| Nombre                                   | Campeonatos en Parejas              | Campeonatos en Parejas              | Campeonatos en Parejas    |
| Nombre                                   | WWE/Raw/World Tag Team Championship | SmackDown/WWE Tag Team Championship | NXT Tag Team Championship |
| ---------------------------------------- | ----------------------------------- | ----------------------------------- | ------------------------- |
| The Usos (Jey & Jimmy Uso)               | Sí                                  | Sí                                  | No                        |
| The Viking Raiders (Erik & Ivar)         | Sí                                  | No                                  | Sí                        |
| Kevin Owens & Sami Zayn                  | Sí                                  | Sí                                  | No                        |
| Dolph Ziggler & Robert Roode             | Sí                                  | Sí                                  | No                        |
| Big E                                    | Sí                                  | Sí                                  | No                        |
| #DIY (Johnny Gargano & Tommaso Ciampa)   | No                                  | Sí                                  | Sí                        |
| The Hardy Boyz (Jeff Hardy & Matt Hardy) | Sí                                  | Sí                                  | No                        |

### Lista de Campeonas de la Triple Corona Femenina de WWE
La siguiente es una lista de las ganadoras de la Triple Corona Femenina de WWE, que indica que han ganado los dos campeonatos femeninos (Raw y SmackDown) y el campeonato femenino en parejas de WWE. Las fechas indican el primer reinado de la luchadora con el campeonato respectivo. Nombres en negritas también son Campeonas de Grand Slam.
| Texto             | Texto                                               | Texto |
| ----------------- | --------------------------------------------------- | ----- |
| Fechas en negrita | La fecha en que la luchadora logró la Triple Corona |       |
| Colores           |                                                     |       |
|                   | Ganó el título como miembro de la marca Raw         |       |
|                   | Ganó el título como miembro de la marca SmackDown   |       |

| Nombre          | Campeonatos Principales      | Campeonatos Principales              | Campeonato en Parejas                      |
| Nombre          | Raw/WWE Women's Championship | SmackDown/World Women's Championship | WWE Women's Tag Team Championship          |
| --------------- | ---------------------------- | ------------------------------------ | ------------------------------------------ |
| Bayley          | 13 de febrero de 2017        | 19 de mayo de 2019                   | 17 de febrero de 2019 (con Sasha Banks)    |
| Alexa Bliss     | 30 de abril de 2017          | 4 de diciembre de 2016               | 5 de agosto de 2019 (con Nikki Cross)      |
| Asuka           | 10 de mayo de 2020           | 16 de diciembre de 2018              | 6 de octubre de 2019 '(con Kairi Sane)     |
| Sasha Banks     | 25 de julio de 2016          | 25 de octubre de 2020                | 17 de febrero de 2019 (con Bayley)         |
| Charlotte Flair | 3 de abril de 2016           | 14 de noviembre de 2017              | 20 de diciembre de 2020 (con Asuka)        |
| Becky Lynch     | 7 de abril de 2019           | 11 de septiembre de 2016             | 27 de febrero de 2023 (con Lita)           |
| Rhea Ripley     | 11 de abril de 2021          | 1 de abril de 2023                   | 20 de septiembre de 2021 (con Nikki A.S.H) |
| Ronda Rousey    | 19 de agosto de 2018         | 8 de mayo de 2022                    | 29 de mayo de 2023 (con Shayna Baszler)    |
| Bianca Belair   | 2 de abril de 2022           | 10 de abril de 2021                  | 4 de mayo de 2024 (con Jade Cargill)       |
| Iyo Sky         | 5 de agosto de 2023          | 3 de marzo de 2025                   | 12 de septiembre de 2022 (con Dakota Kai)  |

### Campeonas Potenciales
Los siguientes son la lista de luchadoras empleadas por la WWE que son Campeonas de Tres Coronas potenciales, o sea, que les falta un campeonato para obtener la Triple Corona:
| Nombre      | Campeonatos Principales      | Campeonatos Principales              | Campeonato en Parejas             |
| Nombre      | Raw/WWE Women's Championship | SmackDown/World Women's Championship | WWE Women's Tag Team Championship |
| ----------- | ---------------------------- | ------------------------------------ | --------------------------------- |
| Liv Morgan  | No                           | Sí                                   | Sí                                |
| Nia Jax     | Sí                           | No                                   | Sí                                |
| Naomi       | Sí                           | Sí                                   | Sí                                |
| Natalya     | No                           | Sí                                   | Sí                                |
| Nikki Cross | Sí                           | No                                   | Sí                                |

### Lista de Campeones de Triple Corona de NXT
| Nombre         | Campeonato Principal | Campeonato Secundario           | Campeonato en Parejas                        |
| Nombre         | NXT Championship     | NXT North American Championship | NXT Tag Team Championship                    |
| -------------- | -------------------- | ------------------------------- | -------------------------------------------- |
| Johnny Gargano | 5 de abril de 2019   | 26 de enero de 2019             | 19 de noviembre de 2016 (con Tommaso Ciampa) |
| Adam Cole      | 1 de junio de 2019   | 7 de abril de 2018              | 7 de abril de 2018 (con The Undisputed Era)  |

### Campeones potenciales
Los siguientes luchadores contratados por WWE necesitan un reinado de un título para completar un circuito y ser Campeones de la Triple Corona.
| Luchador       | Campeonato Mundial | Campeonato en Parejas     | Campeonato Secundario           |
| Luchador       | NXT Championship   | NXT Tag Team Championship | NXT North American Championship |
| -------------- | ------------------ | ------------------------- | ------------------------------- |
| Oba Femi       | Sí                 | No                        | Sí                              |
| Trick Williams | Sí                 | No                        | Sí                              |
| Tony D'Angelo  | No                 | Sí                        | Sí                              |
| Wes Lee        | No                 | Sí                        | Sí                              |
| Tommaso Ciampa | Sí                 | Sí                        | No                              |
| Carmelo Hayes  | Sí                 | No                        | Sí                              |
| Bron Breakker  | Sí                 | Sí                        | No                              |
| Ethan Page     | Sí                 | No                        | Sí                              |

## All Elite Wrestling
En septiembre de 2022, Tony Khan definió el formato de Triple Corona para All Elite Wrestling bajo la obtención del Campeonato Mundial de AEW, el Campeonato Mundial en Parejas y el Campeonato Mundial de Tríos. Kenny Omega se convirtió en el primer Campeón de Triple Corona al ganar el Campeonato Mundial de Tríos de AEW en All Out.
| Nombre      | Campeonatos Mundiales  | Campeonatos en Parejas                      | Campeonatos en Parejas                        |
| Nombre      | AEW World Championship | AEW World Tag Team Championship             | AEW World Trios Championship                  |
| ----------- | ---------------------- | ------------------------------------------- | --------------------------------------------- |
| Kenny Omega | 2 de diciembre de 2020 | 21 de enero de 2020 (con Hangman Adam Page) | 4 de septiembre de 2022 (con The Young Bucks) |

### Campeones potenciales
Los siguientes luchadores contratados y competidores en AEW necesitan un reinado de un título para completar un circuito y ser Campeones de la Triple Corona.
| Nombre                 | Campeonato Principal   | Campeonato en Parejas       | Campeonato en Parejas    |
| Nombre                 | AEW World Championship | World Tag Team Championship | World Trios Championship |
| ---------------------- | ---------------------- | --------------------------- | ------------------------ |
| Swerve Strickland      | Sí                     | Sí                          | No                       |
| "Hangman" Adam Page    | Sí                     | Sí                          | No                       |
| Luchasaurus/Killswitch | No                     | Sí                          | Sí                       |
| Samoa Joe              | Sí                     | No                          | Sí                       |

## World Championship Wrestling
| Luchador            | Campeonato Mundial             | Campeonato por Parejas                            | Campeonato Secundario      |
| Luchador            | World Heavyweight Championship | World Tag Team Championship                       | United States Championship |
| ------------------- | ------------------------------ | ------------------------------------------------- | -------------------------- |
| Ric Flair           | 11 de enero de 1991            | 26 de diciembre de 1976 (con Greg Valentine)      | 29 de julio de 1977        |
| Lex Luger           | 14 de julio de 1991            | 27 de marzo de 1988 (con Barry Windham)           | 11 de julio de 1987        |
| Sting               | 29 de febrero de 1992          | 22 de febrero de 1996 (con Lex Luger)             | 25 de agosto de 1991       |
| Diamond Dallas Page | 11 de abril de 1999            | 31 de mayo de 1999 (con Bam Bam Bigelow & Kanyon) | 28 de diciembre de 1997    |
| Goldberg            | 6 de julio de 1998             | 7 de diciembre de 1999 (con Bret Hart)            | 20 de abril de 1998        |
| Bret Hart           | 21 de noviembre de 1999        | 7 de diciembre de 1999 (con Goldberg)             | 20 de julio de 1998        |
| Chris Benoit        | 16 de enero de 2000            | 14 de marzo de 1999 (con Dean Malenko)            | 9 de agosto de 1999        |
| Scott Steiner       | 26 de noviembre de 2000        | 1 de noviembre de 1989 (con Rick Steiner)         | 11 de abril de 1999        |
| Booker T            | 29 de julio de 2000            | 3 de mayo de 1995 (con Stevie Ray)                | 18 de marzo de 2001        |

## Extreme Championship Wrestling
En la Extreme Championship Wrestling (ECW), la Triple Corona se conseguía al obtener el Campeonato Mundial Peso Pesado de la ECW, el Campeonato Mundial de la Televisión de la ECW y el Campeonato Mundial en Parejas de la ECW.

### Lista de Campeones de Triple Corona de ECW
| Luchador        | World Heavyweight Championship | World Tag Team Championship                 | World Television Championship |
| --------------- | ------------------------------ | ------------------------------------------- | ----------------------------- |
| Johnny Hot Body | 26 de abril de 1992            | 3 de abril de 1993 (con Chris Candido)      | 12 de agosto de 1992          |
| Mikey Whipwreck | 28 de octubre de 1995          | 27 de agosto de 1994 (con Cactus Jack)      | 13 de mayo de 1994            |
| Sabu            | 9 de agosto de 1997            | 4 de febrero de 1995 (con Tazmaniac)        | 13 de noviembre de 1993       |
| Tazz            | 10 de enero de 1999            | 4 de diciembre de 1993 (con Kevin Sullivan) | 6 de marzo de 1994            |
| Rob Van Dam     | 13 de junio de 2006            | 27 de junio de 1998 (con Sabu)              | 4 de abril de 1998            |

## Total Nonstop Action Wrestling

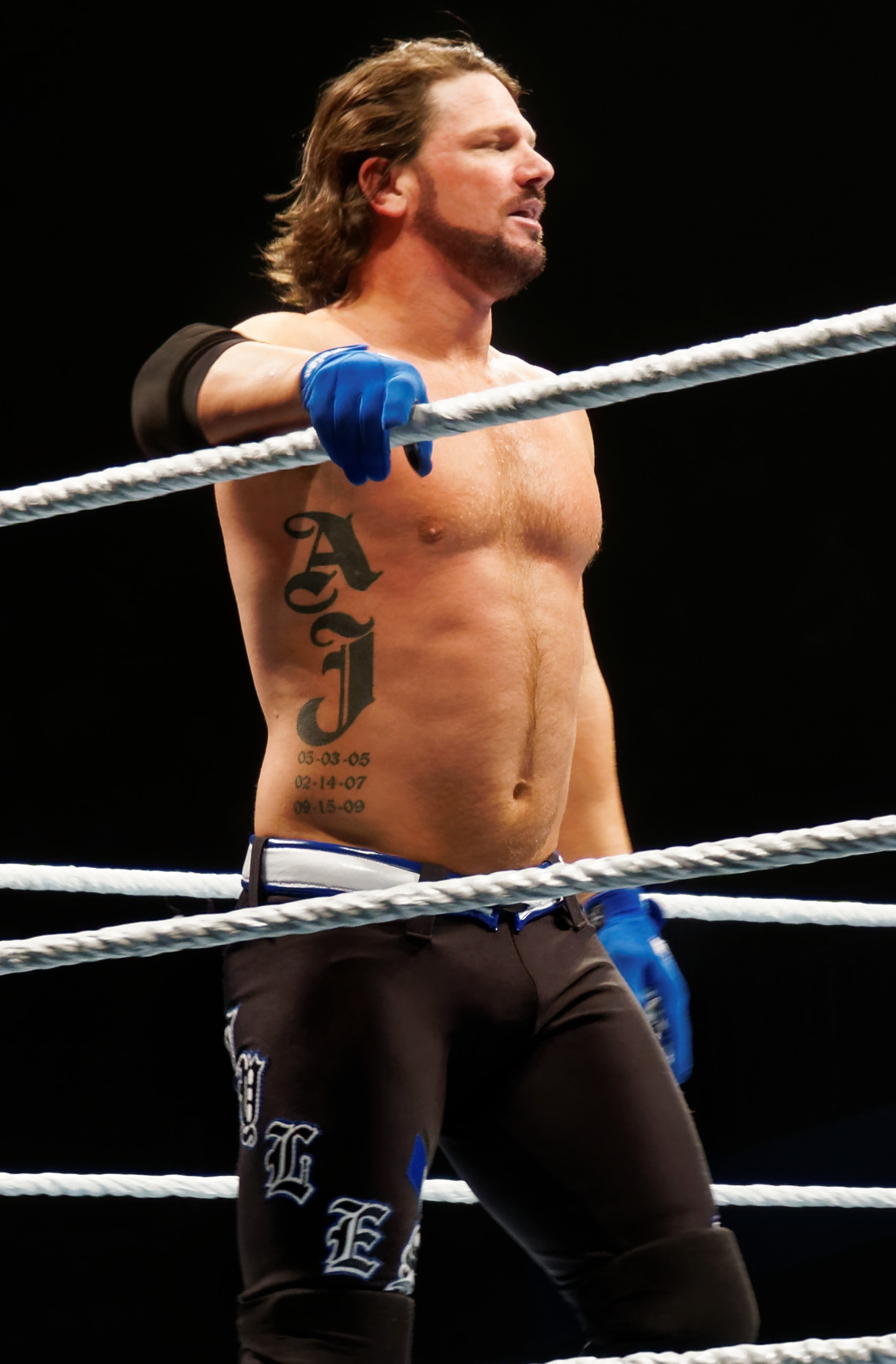
A.J. Styles – El primer Campeón de Tres Coronas en la TNA.

En la IMPACT Wrestling, un luchador es Campeón de la Triple Corona si gana los tres campeonatos de IMPACT (no necesariamente a la vez) entre 2002 y 2007 - el Campeonato Mundial de los Pesos Pesados de la NWA, el Campeonato de la División X y el Campeonato Mundial por Parejas de la NWA.
En mayo del 2007, la TNA perdió los campeonatos de la NWA e introdujo el Campeonato Mundial de los Pesos Pesados de la TNA y el Campeonato Mundial por Parejas de la TNA. El 8 de julio de 2007, la TNA afirmó que el entonces Campeón de la División X Samoa Joe debía ganar el Campeonato Mundial en Parejas de TNA y entonces, "sólo le quedaría un paso pasar ser el segundo Campeón de las Tres Coronas". Esto indicó que el Campeonato Mundial Peso Pesado de la TNA y el Campeonato Mundial en Parejas de la TNA eran sustitutos válidos para la Triple Corona.

### Lista de Campeones de Triple Corona de IMPACT Wrestling
En IMPACT Wrestling, es posible ser múltiples veces Campeón de la Triple Corona, y prueba de ello son los comentarios de Mike Tenay y Don West refiriéndose a Styles como 3 veces Campeón de la Triple Corona. Styles es 3 veces Campeón Mundial Peso Pesado de la NWA, 6 veces Campeón de la División X de la TNA, 4 veces Campeón Mundial por Parejas de la NWA, 1 vez Campeón Mundial por Parejas de la TNA y 2 veces Campeón Mundial Peso Pesado de la TNA, siendo por tanto 5 veces Campeón de la Triple Corona. Styles completó su primera Triple Corona el 11 de junio de 2003 tras ganar su primer Campeonato Mundial Peso Pesado de la NWA.
- Nombres en negritas también son Grandes Campeones.

| Nombre         | Campeonatos Mundiales              | Campeonatos Mundiales          | Campeonatos en Parejas                             | Campeonatos en Parejas                     | Campeonato Secundario    |
| Nombre         | NWA World Heavyweight Championship | World Heavyweight Championship | NWA World Tag Team Championship                    | World Tag Team Championship                | X-Division Championship  |
| -------------- | ---------------------------------- | ------------------------------ | -------------------------------------------------- | ------------------------------------------ | ------------------------ |
| AJ Styles      | 11 de junio de 2003                |                                | 4 de julio de 2002 (con Jerry Lynn)                |                                            | 19 de junio de 2002      |
| AJ Styles      | 21 de abril de 2004                |                                | 4 de febrero de 2004 (con Abyss)                   |                                            | 23 de octubre de 2002    |
| AJ Styles      | 15 de mayo de 2005                 |                                | 18 de junio de 2006 (con Christopher Daniels)      |                                            | 9 de junio de 2004       |
| AJ Styles      |                                    | 20 de septiembre de 2009       | 24 de septiembre de 2006 (con Christopher Daniels) |                                            | 16 de enero de 2005      |
| AJ Styles      |                                    | 20 de octubre de 2013          |                                                    | 14 de octubre de 2007 (con Tomko)          | 11 de septiembre de 2005 |
| Kurt Angle     |                                    | 13 de mayo de 2007             |                                                    | 12 de agosto de 2007 (con Sting)           | 12 de agosto de 2007     |
| Samoa Joe      |                                    | 13 de abril de 2008            |                                                    | 15 de julio de 2007 (Individual)           | 11 de diciembre de 2005  |
| Abyss          | 19 de noviembre de 2006            |                                | 4 de febrero de 2004 (con AJ Styles)               |                                            | 16 de mayo de 2011       |
| Austin Aries   |                                    | 8 de julio de 2012             |                                                    | 25 de enero de 2013 (con Bobby Roode)      | 11 de septiembre de 2011 |
| Chris Sabin    |                                    | 18 de julio de 2013            |                                                    | 11 de julio de 2010 (con Alex Shelley)     | 14 de mayo de 2003       |
| Eric Young     |                                    | 10 de abril de 2014            | 12 de octubre de 2004 (con Bobby Roode)            |                                            | 7 de diciembre de 2008   |
| Eddie Edwards  |                                    | 3 de octubre de 2016           |                                                    | 23 de febrero de 2014 (con Davey Richards) | 12 de junio de 2016      |
| Josh Alexander |                                    | 23 de octubre de 2021          |                                                    | 5 de julio de 2019 (con Ethan Page)        | 25 de abril de 2021      |
| Alex Shelley   |                                    | 9 de junio de 2023             |                                                    | 11 de julio de 2010 (con Chris Sabin)      | 11 de enero de 2009      |

Notas
- AJ Styles ha sido el único luchador en obtener todos los títulos que forman la Triple Corona.
- Kurt Angle ha sido el luchador que menos tiempo ha necesitado para completar una Triple Corona. (2 meses y 29 días)
- Chris Sabin ha sido el luchador que más tiempo ha necesitado para completar una Triple Corona. (10 años, 2 meses y 4 días)
- Angle y Styles son los únicos luchadores en haber ganado la Triple Corona en la TNA y en la WWF/E.

### Campeones potenciales
Los siguientes luchadores contratados por TNA Wrestling necesitan un reinado de un título para completar un circuito y ser Campeones de la Triple Corona.
| Nombre           | Campeonatos Mundiales              | Campeonatos Mundiales          | Campeonatos en Parejas          | Campeonatos en Parejas      | Campeonato Secundario   |
| Nombre           | NWA World Heavyweight Championship | World Heavyweight Championship | NWA World Tag Team Championship | World Tag Team Championship | X-Division Championship |
| ---------------- | ---------------------------------- | ------------------------------ | ------------------------------- | --------------------------- | ----------------------- |
| Frankie Kazarian | No                                 | No                             | No                              | Sí                          | Sí                      |
| Rich Swann       | ——                                 | Sí                             | ——                              | No                          | Sí                      |
| Rhino            | Sí                                 | No                             | No                              | Sí                          | No                      |
| Ace Austin       | ——                                 | No                             | ——                              | Sí                          | Sí                      |
| Chris Bey        | ——                                 | No                             | ——                              | Sí                          | Sí                      |
| Trey Miguel      | ——                                 | No                             | ——                              | Sí                          | Sí                      |
| Zachary Wentz    | ——                                 | No                             | ——                              | Sí                          | Sí                      |
| Moose            | ——                                 | Sí                             | ——                              | No                          | Sí                      |

### Lista de Campeonas de la Triple Corona Femenina de TNA Wrestling
La siguiente es una lista de las ganadoras de la Triple Corona Femenina de TNA Wrestling, que indica que han ganado el Campeonato Mundial de Knockouts de TNA, el Campeonato Mundial en Parejas de Knockouts y el Campeonato de los Medios Digitales de Impact.
| Nombre         | Campeonatos Mundiales             | Campeonatos en Parejas                     | Campeonato Secundario             |
| Nombre         | TNA/Impact Knockouts Championship | TNA/Impact Knockouts Tag Team Championship | Impact Digital Media Championship |
| -------------- | --------------------------------- | ------------------------------------------ | --------------------------------- |
| Jordynne Grace | 18 de enero de 2020               | 25 de abril de 2021 (con Rachel Ellering)  | 23 de octubre de 2021             |

### Campeonas potenciales
Las siguientes luchadoras contratadas por IMPACT Wrestling necesitan un reinado de un título para completar un circuito y ser Campeonas de la Triple Corona.
| Nombre          | Campeonato Mundial                | Campeonato por Parejas                     | Campeonato Secundario             |
| Nombre          | TNA/Impact Knockouts Championship | TNA/Impact Knockouts Tag Team Championship | Impact Digital Media Championship |
| --------------- | --------------------------------- | ------------------------------------------ | --------------------------------- |
| Deonna Purrazzo | Sí                                | Sí                                         | No                                |
| Chelsea Green   | Sí                                | Sí                                         | No                                |
| Taya Valkyrie   | Sí                                | Sí                                         | No                                |
| Tasha Steelz    | Sí                                | Sí                                         | No                                |
| Rosemary        | Sí                                | Sí                                         | No                                |
| Havok           | Sí                                | Sí                                         | No                                |

## Ring of Honor Wrestling

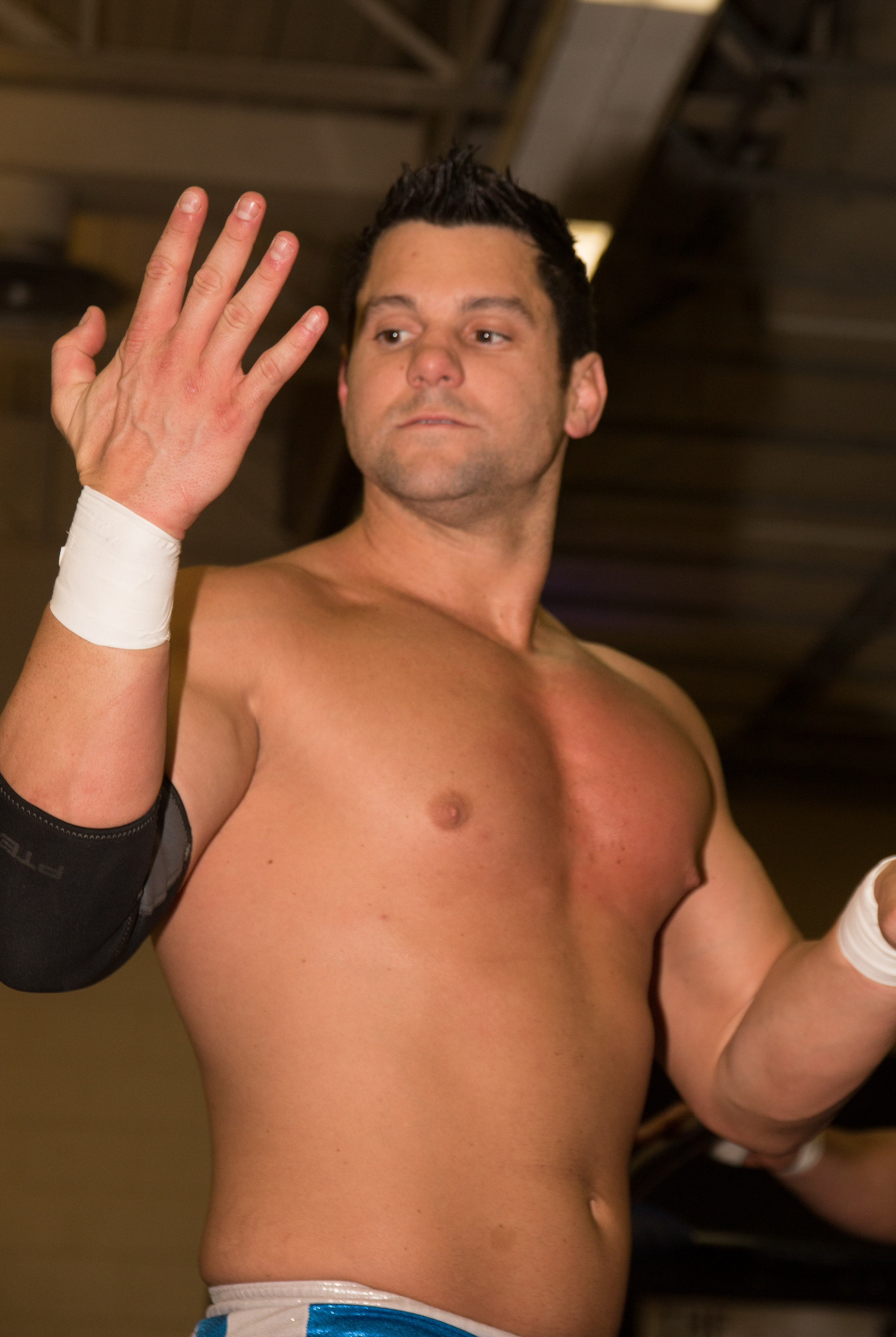
Eddie Edwards – El primer Campeón de Tres Coronas en ROH.

En Ring of Honor (ROH), un luchador es Campeón de la Triple Corona si gana el Campeonato Mundial de ROH y cualquier combinación del Campeonato Mundial Televisivo de ROH, el Campeonato Mundial por Parejas de ROH y el Campeonato Puro de ROH.
El primer Campeón de las Tres Coronas es Eddie Edwards, quien se coronó campeón al obtener el 19 de marzo el Campeonato Mundial de ROH, además de haber obtenido el Campeonato Mundial Televisivo y el Mundial en Parejas. Sin embargo, a principios de 2012, ROH anunció que si Jay Lethal ganaba el Campeonato Mundial, se convertiría en Campeón de la Triple Corona, ya que había ganado el Televisivo y el Puro. Con esto, se definió que para ganar la Triple Corona, tan sólo se necesitaba conseguir el Mundial y dos de los tres campeonatos restantes, valiendo cualquier combinación.

### Lista de Campeones de la Triple Corona de ROH
| Luchador            | Campeonato Mundial       | Campeonatos en Parejas                         | Campeonatos Secundarios       | Campeonatos Secundarios |
| Luchador            | World Championship       | World Tag Team Championship                    | World Television Championship | Pure Championship       |
| ------------------- | ------------------------ | ---------------------------------------------- | ----------------------------- | ----------------------- |
| Eddie Edwards       | 19 de marzo de 2011      | 10 de abril de 2009 (con Davey Richards)       | 5 de marzo de 2010            |                         |
| Roderick Strong     | 11 de septiembre de 2010 | 12 de diciembre de 2005 (con Austin Aries)     | 31 de marzo de 2012           |                         |
| Jay Lethal          | 19 de septiembre de 2015 | 13 de diciembre de 2019 (con Jonathan Gresham) | 31 de agosto de 2011          | 5 de marzo de 2005      |
| Christopher Daniels | 10 de marzo de 2017      | 21 de marzo de 2002 (con Donovan Morgan)       | 10 de diciembre de 2010       |                         |
| Matt Taven          | 6 de abril de 2019       | 18 de septiembre de 2015 (con Mike Bennett)    | 2 de marzo de 2013            |                         |
| Jonathan Gresham    | 11 de diciembre de 2021  | 13 de diciembre de 2019 (con Jay Lethal)       |                               | 23 de agosto de 2020    |
| Samoa Joe           | 22 de marzo de 2003      |                                                | 13 de abril de 2022           | 7 de mayo de 2005       |
| Adam Cole           | 20 de septiembre de 2013 | 27 de agosto de 2023 (con MJF)                 | 29 de junio de 2012           |                         |

### Campeones potenciales
Los siguientes luchadores contratados por ROH necesitan un reinado de un título para ser Campeones de la Triple Corona:
| Nombre             | Campeonatos Mundiales | Campeonatos en Parejas      | Campeonatos Secundarios       | Campeonatos Secundarios |
| Nombre             | World Championship    | World Tag Team Championship | World Television Championship | Pure Championship       |
| ------------------ | --------------------- | --------------------------- | ----------------------------- | ----------------------- |
| Claudio Castagnoli | Sí                    | Sí                          | No                            | No                      |
| Dalton Castle      | Sí                    | No                          | Sí                            | No                      |
| Dragon Lee         | No                    | Sí                          | Sí                            | No                      |
| Homicide           | Sí                    | Sí                          | No                            | No                      |
| Kenny King         | No                    | Sí                          | Sí                            | No                      |
| Kyle Fletcher      | No                    | Sí                          | Sí                            | No                      |
| PCO                | Sí                    | Sí                          | No                            | No                      |
| Mark Briscoe       | Sí                    | Sí                          | No                            | No                      |

## Lucha Libre AAA Worldwide

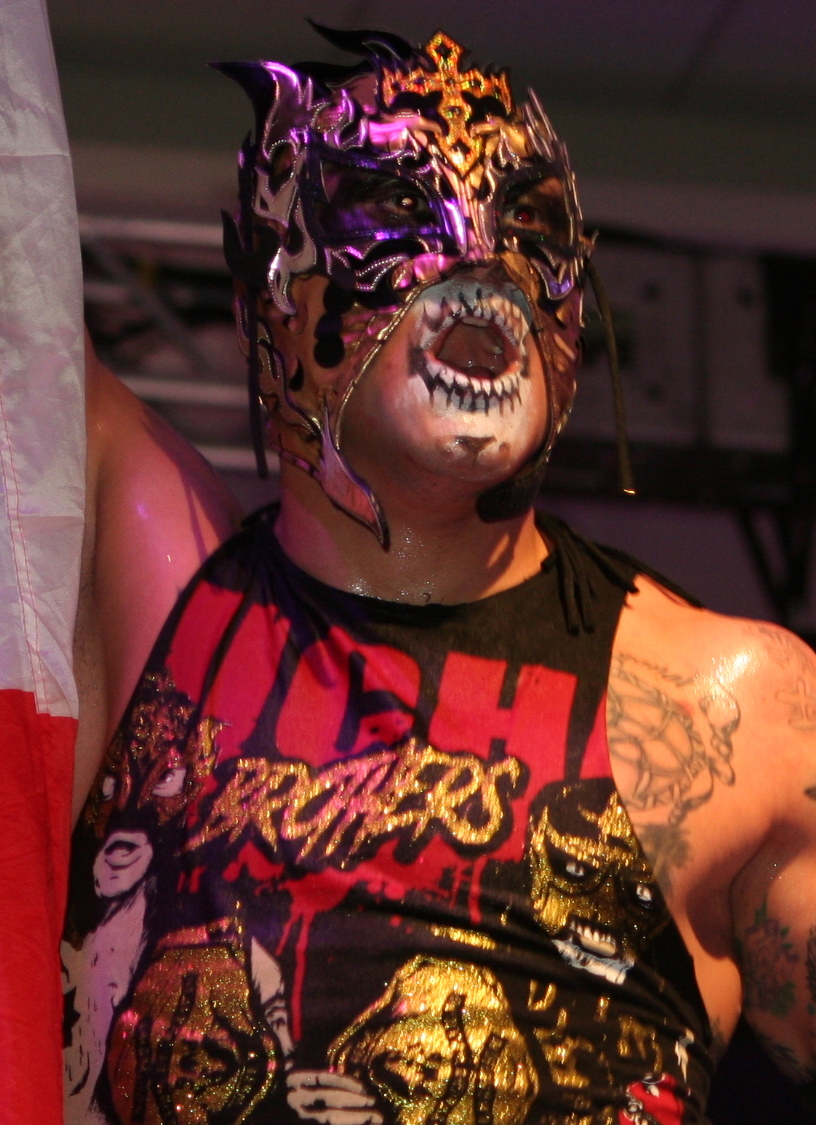
Fénix – El primer Campeón de Tres Coronas en AAA.

En Lucha Libre AAA Worldwide, un luchador es Campeón de la Triple Corona si gana el Megacampeonato de AAA, el Campeonato Latinoamericano de AAA y el Campeonato Mundial en Parejas de AAA.

### Lista de Campeones de la Triple Corona de AAA
| Luchador  | Campeonato Mundial       | Campeonatos en Parejas                 | Campeonatos Secundarios    |
| Luchador  | Mega Campeonato          | Campeonato Mundial en Parejas          | Campeonato Latinoamericano |
| --------- | ------------------------ | -------------------------------------- | -------------------------- |
| Fénix     | 25 de agosto de 2018     | 16 de marzo de 2019 (con Pentagón Jr.) | 18 de junio de 2022        |
| El Mesías | 16 de septiembre de 2007 | 26 de mayo de 2017 (con Pagano)        | 10 de noviembre de 2024    |

### Campeones potenciales
Los siguientes luchadores contratados por AAA necesitan un reinado de un título para ser Campeones de la Triple Corona:
| Nombre         | Campeonatos Mundiales | Campeonatos en Parejas        | Campeonatos Secundarios    |
| Nombre         | Megacampeonato        | Campeonato Mundial en Parejas | Campeonato Latinoamericano |
| -------------- | --------------------- | ----------------------------- | -------------------------- |
| Dr. Wagner Jr. | Sí                    | No                            | Sí                         |
| Chessman       | No                    | Sí                            | Sí                         |
| Psycho Clown   | No                    | Sí                            | Sí                         |

## Lucha Underground

### Lista de Campeones de la Triple Corona de Lucha Underground
| Luchador     | Campeonato Principal           | Campeonato de Tercias                           | Campeonato Secundario         |
| Luchador     | Lucha Underground Championship | Lucha Underground Trios Championship            | Gift of the Gods Championship |
| ------------ | ------------------------------ | ----------------------------------------------- | ----------------------------- |
| Fénix        | 22 de noviembre de 2015        | 31 de enero de 2016 (con Aero Star y Drago)     | 19 de abril de 2015           |
| Johnny Mundo | 10 de abril de 2016            | 17 de enero de 2016 (con Jack Evans y PJ Black) | 19 de marzo de 2016           |

## Revolution Pro Wrestling

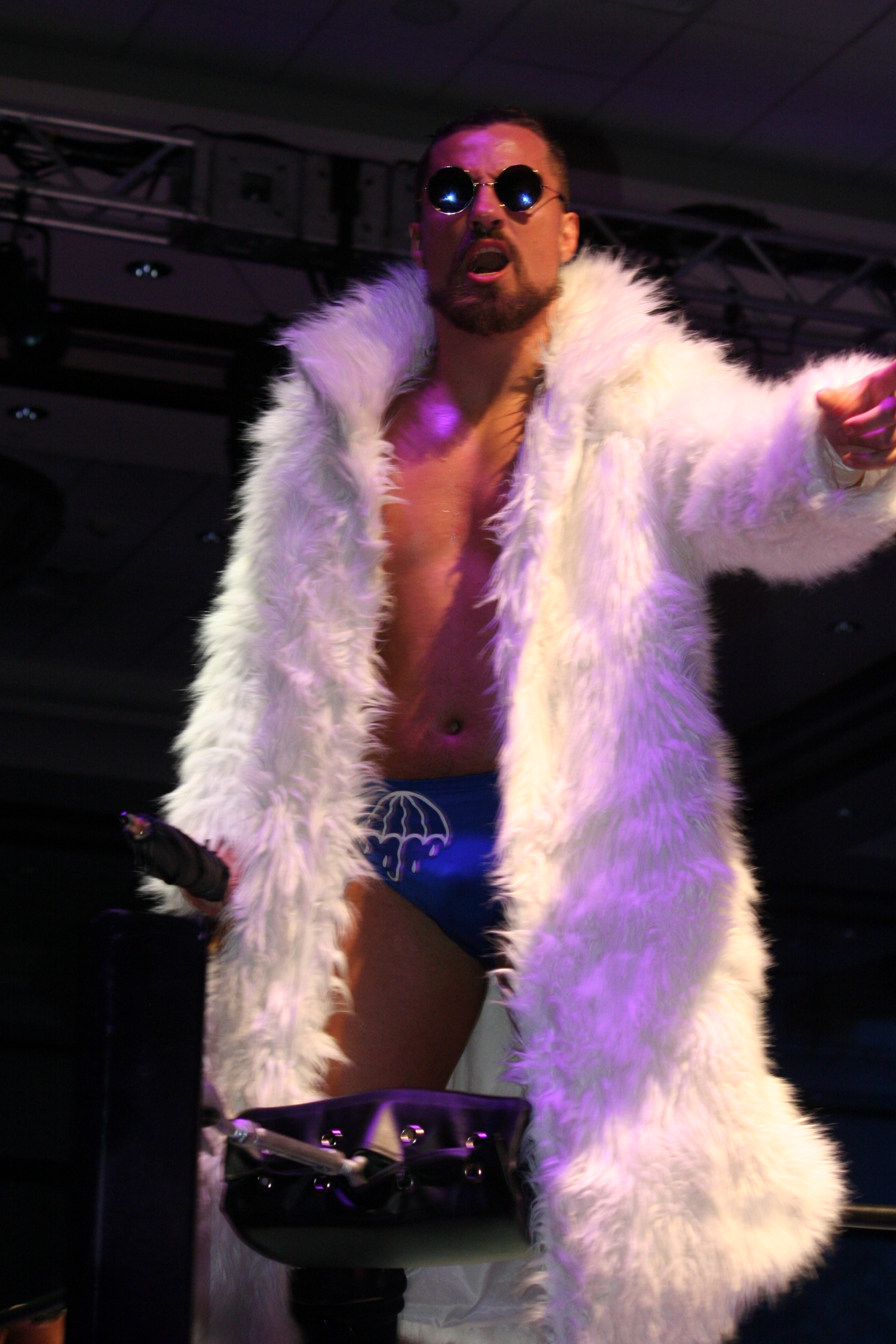
Marty Scurll – El primer Campeón de Tres Coronas en la RPW.

En Revolution Pro Wrestling (RPW), un luchador es Campeón de la Triple Corona si gana el Campeonato de Peso Pesado Británico, el Campeonato de Peso Crucero Británico y el Campeonato Indiscutible Británico por Parejas.

### Lista de Campeones de la Triple Corona de RPW
| Luchador     | Campeonato Mundial               | Campeonatos en Parejas                   | Campeonatos Secundarios            |
| Luchador     | British Heavyweight Championship | Undisputed British Tag Team Championship | British Cruiserweight Championship |
| ------------ | -------------------------------- | ---------------------------------------- | ---------------------------------- |
| Marty Scurll | 15 de marzo de 2014              | 4 de mayo de 2009 (con Zack Sabre Jr.)   | 13 de octubre de 2012              |
| Will Ospreay | 14 de febrero de 2020            | 15 de junio de 2013 (con Paul Robinson)  | 19 de octubre de 2014              |
| Michael Oku  | 9 de julio de 2023               | 21 de agosto de 2021 (con Connor Mills)  | 14 de febrero de 2020              |
| Luke Jacobs  | 24 de agosto de 2024             | 16 de marzo de 2025 (con Ethan Allen)    | 23 de julio de 2022                |

### Campeones potenciales
Los siguientes luchadores contratados por la RPW necesitan un reinado de un título para completar un circuito y ser Campeones de la Triple Corona.
| Luchador       | Campeonato Mundial               | Campeonato en Parejas         | Campeonato Secundario              |
| Luchador       | British Heavyweight Championship | British Tag Team Championship | British Cruiserweight Championship |
| -------------- | -------------------------------- | ----------------------------- | ---------------------------------- |
| Minoru Suzuki  | Sí                               | Sí                            | No                                 |
| Zack Sabre Jr. | Sí                               | Sí                            | No                                 |

## New Japan Pro-Wrestling

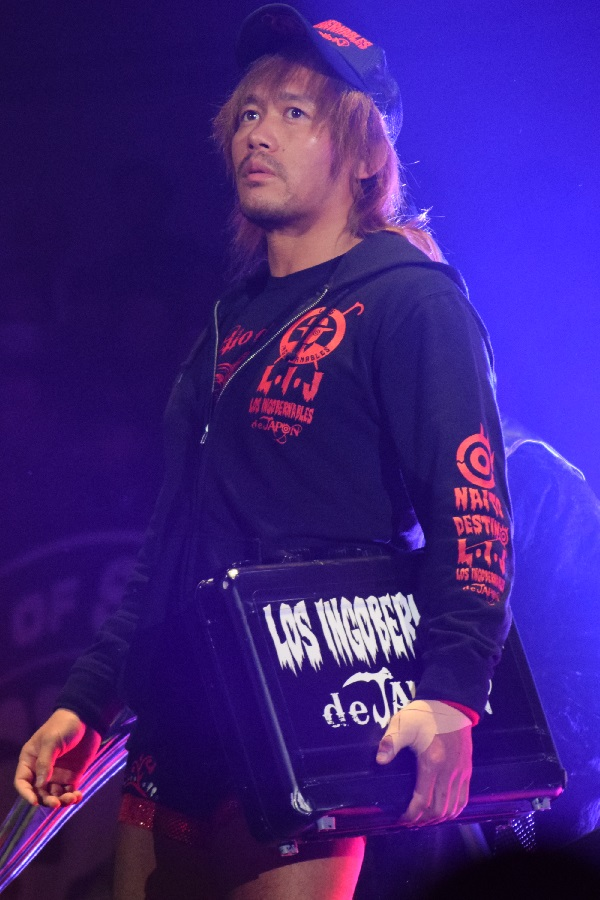
Tetsuya Naito – El primer Campeón de Tres Coronas en la NJPW.

En New Japan Pro-Wrestling (NJPW), un luchador es Campeón de Triple Corona si gana el Campeonato Peso Pesado de la IWGP, el Campeonato Intercontinental de la IWGP, y el Campeonato de Peso Abierto NEVER. La Triple Corona de NJPW es única, ya que consiste en tres campeonatos individuales, en lugar de un campeonato por equipos junto con dos individuales.
Los Campeonatos Peso Pesado e Intercontinental de la IWGP fueron retirados en 2021, y se desconoce si NJPW considera el Campeonato Peso Pesado de los Estados Unidos de la IWGP como un galardón adecuado para la Triple Corona, aunque sí se considera parte de su Grand Slam.

### Lista de Campeones de la Triple Corona de NJPW
| Luchador          | Campeonato Mundial            | Campeonato Mundial                  | Campeonato Secundario              | Campeonato Terciario          |
| Luchador          | IWGP Heavyweight Championship | IWGP World Heavyweight Championship | IWGP Intercontinental Championship | NEVER Openweight Championship |
| ----------------- | ----------------------------- | ----------------------------------- | ---------------------------------- | ----------------------------- |
| Tetsuya Naito     | 10 de abril de 2016           |                                     | 25 de septiembre de 2016           | 29 de septiembre de 2013      |
| Evil              | 12 de julio de 2020           |                                     | 12 de julio de 2020                | 5 de noviembre de 2016        |
| Kota Ibushi       | 4 de enero de 2021            | 4 de marzo de 2021                  | 6 de abril de 2019                 | 9 de diciembre de 2018        |
| Hiroshi Tanahashi | 17 de julio de 2006           |                                     | 4 de enero de 2014                 | 30 de enero de 2021           |
| Jay White         | 11 de febrero de 2019         | 12 de junio de 2022                 | 22 de septiembre de 2019           | 3 de mayo de 2021             |
| Hirooki Goto      |                               | 11 de febrero de 2025               | 12 de febrero de 2012              | 4 de enero de 2017            |

### Campeones potenciales
Los siguientes luchadores contratados por la NJPW necesitan un reinado de un título para completar un circuito y ser Campeones de la Triple Corona.
| Luchador      | Campeonato Mundial            | Campeonato Mundial                  | Campeonato Secundario              | Campeonato Terciario          |
| Luchador      | IWGP Heavyweight Championship | IWGP World Heavyweight Championship | IWGP Intercontinental Championship | NEVER Openweight Championship |
| ------------- | ----------------------------- | ----------------------------------- | ---------------------------------- | ----------------------------- |
| Minoru Suzuki | No                            | No                                  | Sí                                 | Sí                            |
| Togi Makabe   | Sí                            | No                                  | No                                 | Sí                            |
| Will Ospreay  | No                            | Sí                                  | No                                 | Sí                            |
| Yuji Nagata   | Sí                            | No                                  | No                                 | Sí                            |

## National Wrestling Alliance

### Lista de Campeones de Triple Corona de NWA
La siguiente es una lista de las ganadores de  Triple Corona  de NWA, que indica que han ganado el Campeonato principal (Mundial), el Campeonato secundario (Televisivo) y el campeonato  en parejas de NWA. Las fechas indican el primer reinado del luchador con el campeonato respectivo.
| Luchadora    | Campeonato Principal               | Campeonato Secundario             | Campeonato en Parejas                      |
| Luchadora    | NWA World Heavyweight Championship | NWA World Television Championship | NWA World Tag Team Championship            |
| ------------ | ---------------------------------- | --------------------------------- | ------------------------------------------ |
| Thom Latimer | 31 de agosto de 2024               | 12 de febrero de 2023             | 7 de septiembre de 2019 (con Royce Isaacs) |

### Lista de Campeonas de la Triple Corona Femenina de NWA
La siguiente es una lista de las ganadoras de la Triple Corona Femenina de NWA, que indica que han ganado el Campeonato principal (Mundial), el Campeonato secundario (Televisivo) y el campeonato femenino en parejas de NWA. Las fechas indican el primer reinado de la luchadora con el campeonato respectivo.
| Luchadora    | Campeonato Principal           | Campeonato Secundario                     | Campeonato en Parejas                   |
| Luchadora    | NWA World Women's Championship | NWA World Women's Television Championship | NWA World Women's Tag Team Championship |
| ------------ | ------------------------------ | ----------------------------------------- | --------------------------------------- |
| Kenzie Paige | 27 de agosto de 2023           | 7 de abril de 2023                        | 11 de junio de 2022 (con Ella Envy)     |

### Campeonas Potenciales
Los siguientes son la lista de luchadoras empleadas por la NWA que son Campeonas de Tres Coronas potenciales, o sea, que les falta un campeonato para obtener la Triple Corona:

## The Crash
En The Crash, un luchador es Campeón de la Triple Corona si gana el Campeonato de Peso Completo de The Crash, el Campeonato de Peso Crucero de The Crash y el Campeonato en Parejas de The Crash.

### Lista de Campeones de la Triple Corona de The Crash
| Luchador  | Campeonato Mundial                 | Campeonatos en Parejas            | Campeonatos Secundarios           |
| Luchador  | THE CRASH Peso Completo Campeonato | THE CRASH En Parejas Campeonato   | THE CRASH Peso Crucero Campeonato |
| --------- | ---------------------------------- | --------------------------------- | --------------------------------- |
| Rey Horus | 4 de mayo de 2019                  | 8 de mayo de 2015 (con Black Boy) | 2 de junio de 2017                |
| Bandido   | 23 de noviembre de 2019            | 17 de marzo de 2018 (con Flamita) | 19 de mayo de 2018                |

## World Wonder Ring Stardom
Aunque no haya alguna confirmación oficial, en World Wonder Ring Stardom una luchadora puede ser triple corona en forma individual si gana el World of Stardom Championship (primario), el Wonder of Stardom Championship (secundario) y el SWA World Championship o High Speed Championship (terciarios)

### Lista de campeonas de la triple corona de Stardom
En negrita, luchadoras en actividad, en cursiva, bajo contrato con Stardom
| Luchadora    | Campeonato primario           | Campeonato secundario          | Campeonatos terciarios | Campeonatos terciarios  |
| ------------ | ----------------------------- | ------------------------------ | ---------------------- | ----------------------- |
| Luchadora    | World of Stardom Championship | Wonder of Stardom Championship | SWA World Championship | High Speed Championship |
| Io Shirai    | 29 de abril de 2013           | 17 de mayo de 2015             | 21 de mayo de 2016     | 6 de mayo de 2014       |
| Mayu Iwatani | 21 de junio de 2017           | 27 de julio de 2014            | 5 de mayo de 2022      | 11 de octubre de 2015   |

## Shimmer Women Athletes y Shine Wrestling
En la también promoción femenina Shimmer Women Athletes es posible ser campeona triple corona, al conseguir el Shimmer Championship, el Heart of Shimmer Championship y el Shimmer Tag Team Championship. Mismo caso su promoción hermana Shine Wrestling al conseguir el Shine Championship, el Shine Nova Championship y el Shine Tag Team Championship. Por el momento ninguna luchadora ha conseguido alguno de ambos logros